# Дарко Трешњак
Дарко Трешњак (Земун) амерички је позоришни редитељ представа, мјузикла и опере. Добитник је неколико награда, укључујући и награду Тони. Био је уметнички директор Хартфорд стејџ-а у Конектикату.

## Младост и образовање
Трешњак је српског порекла. Он и мајка су се преселили из Земуна у Мериленд 1976. године. Завршио је Свортмор колеџ, постао амерички држављанин и магистрирао ликовне уметности на Универзитету Колумбија.

## Каријера
Око 2000. написао је Принцезу Турандот, инспирисан драмом Карла Гоција написаном 1762. (по којој је заснована Пучинијева опера Турандот). Трешњаков комад је извела Blue Light Theater Company у Њујорку у децембру 2000. године.
Служио је као стални уметнички директор у Олд Глоуб театру у Сан Дијегу, Калифорнија, 2009, и режирао је осам лета на Вилијамстаун позоришном фестивалу у Масачусетсу.
Био је уметнички директор Хартфорд стејџа у Хартфорду, Конектикат од сезоне 2011–2012 до сезоне 2018–2019, где је наручио Човек у случају са Михаилом Баришњиковим  и режирао Кевина Бејкона у Прозор у двориште. Напустио је Хартфорд стејџ ради слободног рада у јуну 2019, а наследила га је Мелија Бенсусен.
Режирао је Позориште за нову публику представу Убица Ежена Јонеска 2014. у Шекспир центру Полонски у Њујорку.

## Награде
- 2014: Награда Тони за режију мјузикла; и награду Драма Деск, изванредан редитељ мјузикла, за Џентлменски водич кроз љубав и убиство [12][13][14]
- 2015: Награда Оби за режију Убица[15][16]

## Дела
Његове продукције на Хартфорд стејџу укључују:
- Heartbreak House[17]
- The Comedy of Errors[18]
- Anastasia (представа је даље извођена на Бродвеју)
- Romeo and Juliet[19]
- Rear Window[20]
- Kiss Me, Kate[21]
- Private Lives[22]
- Hamlet[23]
- Macbeth[24]
- La Dispute[25]
- Twelfth Night[26]
- Breath and Imagination[27]
- A Gentleman's Guide to Love and Murder (представа је даље извођена на Бродвеју)[28]
- The Tempest[29]
- Bell, Book and Candle[30]

### Друга остварења - позориште и опера
- Самсон и Далила за Метрополитен оперу (2018)[31]
- Магбет за оперу у Лос Анђелесу (2016)[32]
- Духови Версаја за оперу у Лос Анђелесу (2015)[33]
- Убица за позориште за нову публику, Њујорк (2014)[34]
- Der Zwerg за оперу у Лос Анђелесу (2011)[35]
- Der Zerbrochene Krug за оперу у Лос Анђелесу (2008)[36]
- Град анђела за Goodspeed Musicalsс (2011)[37]
- Тит Андроник за Стратфорд Шекспиров фестивал (2011)[38]
- Венецијански трговац за Theatre for a New Audience и Complete Works (RSC festival)[39]